# Mikael Minasjan

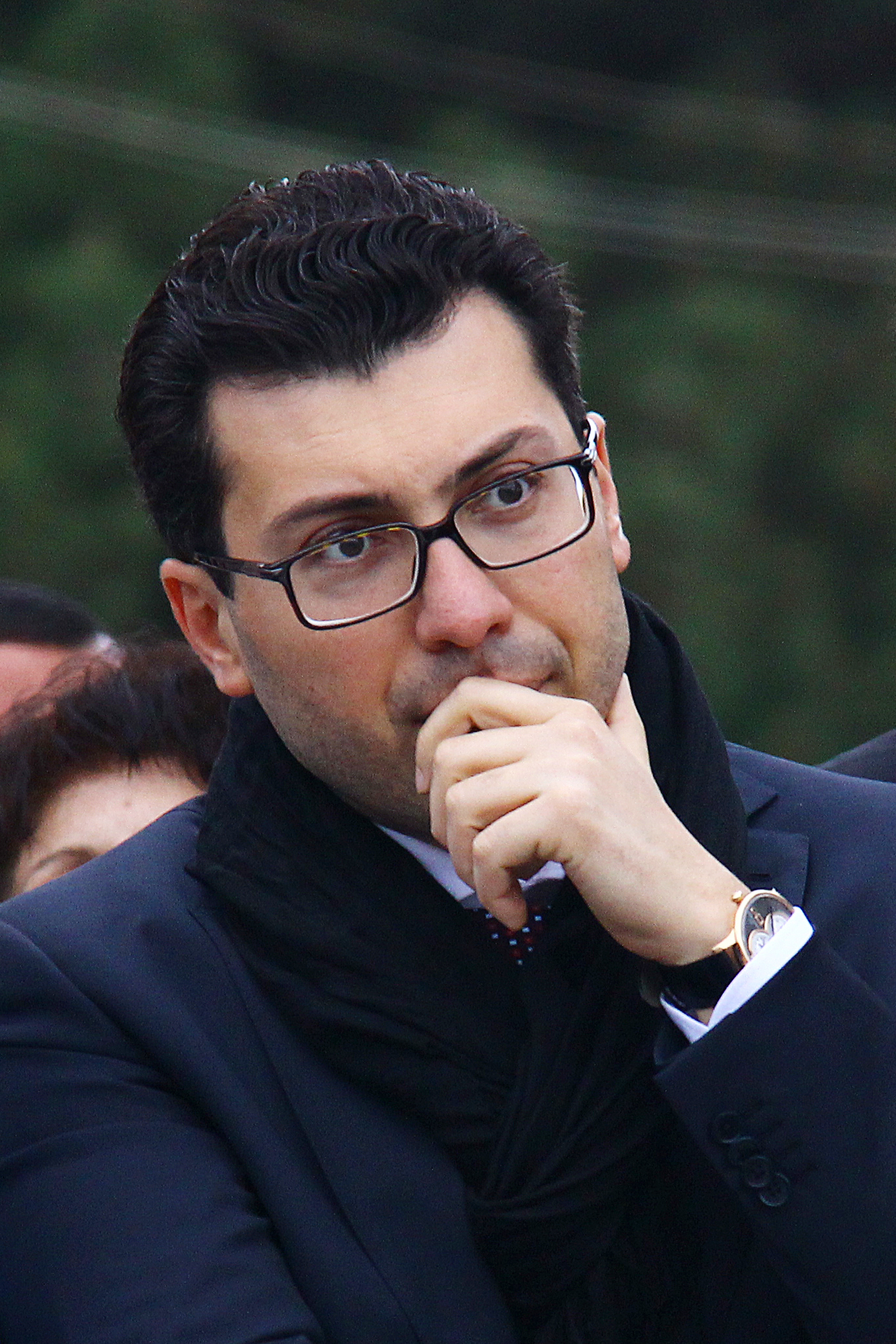
Mikael Minasjan

Mikael Minasjan (armenisch Միքայել Մինասյան; * 1. Oktober 1977 in Jerewan, Armenische Sozialistische Sowjetrepublik, UdSSR) ist ein armenischer Diplomat, Medienunternehmer und ehemaliger Botschafter der Republik Armenien beim Heiligen Stuhl, dem Souveränen Malteserorden und in Portugal.

## Werdegang
Minasjan besuchte Anfang der 1990er Jahre Ca’ Zenobio degli Armeni, ein armenisches Kolleg in Venedig. 1996 erwarb er seinen Bachelorabschluss. Vier Jahre später schloss er mit Auszeichnung die Universität Triest ab. Im Jahr 2004 verteidigte er an der Armenischen Nationalen Akademie der Wissenschaften seine Dissertation.
Minasjan war zwischen 1999 und 2002 im Büro von Demetrij (Mitja) Volčič, dem slowenisch-stämmigen italienischen Politiker und dem damaligen Mitglied des Europäischen Parlaments tätig, wobei er u. a. als Berater für die EU-Südkaukasus-Beziehungen zuständig war.
Von 2005 bis 2013 war Minasjan Honorarkonsul von San Marino in Armenien. Mit der Wahl von Sersch Sargsjan zum Präsidenten Armeniens im März 2008 rückte er zum ersten stellvertretenden Stabschef der Präsidialverwaltung auf und behielt diesen Posten bis 2011.
Am 9. März 2013 wurde Minasjan zum Botschafter Armeniens beim Heiligen Stuhl ernannt. Im selben Jahr erfolgte die Berufung zum Botschafter Armeniens beim Souveränen Malteserorden (mit Amtssitz in Vatikan). Im Mai 2016 wurde er Botschafter in Portugal (mit Amtssitz in Vatikan). Im November 2018 wurde er entlassen.

## Kritik und Anschuldigungen
Im April 2020 warf das Komitee für Staatseinnahmen Armeniens Minasjan vor, sich illegal bereichert, falsche Angaben in seiner Einkommens- und Vermögenserklärung getätigt und das mit kriminellen Mitteln angeeignete Eigentum legalisiert zu haben. Per Gerichtsbeschluss wurde er zur Fahndung ausgeschrieben.
Minasjan hat ein angespanntes Verhältnis zu Nikol Paschinjan, dem amtierenden Premierminister Armeniens. Auf seiner Facebook-Seite veröffentlicht er seit Mai 2020 regelmäßig Videos, in denen er die von Paschinjan geführte Regierung unter anderem der Schmuggelgeschäfte (etwa mit Brillanten und Zigaretten) beschuldigt. Ihm zufolge habe Paschinjan Armenien in das internationale Mafia-System einbezogen. Laut Minasjan, habe der damalige Leiter des Staatssicherheitsdienstes Artur Wanezjan im Auftrag des Premierministers ein Angebot überreicht, an eine armenische Stiftung eine „symbolische Geldsumme“ zu überweisen. Im Gegenzug würde Minasjan „ruhig leben“ dürfen. Das Angebot sei von Minasjan abgelehnt worden. Wegen dieser Aussagen wurde Wanezjan (bereits nach seinem Rücktritt vom Amt des Direktors des Staatssicherheitsdienstes) im Mai 2020 zum Sonderermittlungskomitee Armeniens vorgeladen.
Mitte Mai leitete das Sonderermittlungskomitee Armeniens ein neues Verfahren gegen Minasjan wegen Amtsmissbrauchs ein. Die neuen Vorwürfe beziehen sich auf den Zeitraum von 2007 bis 2012, als Minasjan Assistent des Premierministers und stellvertretender Leiter der Präsidialverwaltung war. Er bestreitet die erhobenen Vorwürfe und bezeichnet diese als politisch motiviert.

## Privates
Minasjan ist mit Anusch Sargsjan, der Tochter des ehemaligen Präsidenten Armeniens Sersch Sargsjan, verheiratet und hat zwei Kinder. Sargsjan musste im April 2018 im Zuge der Revolution in Armenien sein Amt niederlegen.  